# Dharamvir Bharati
Dharamvir Bharati (hindi: धर्मवीर भारती), född den 25 december 1926, död den 4 september 1997, var en känd och prisbelönad hindispråkig poet, författare, pjäsförfattare och samhällstänkare i Indien. Han var redaktör för det hindispråkiga veckomagasinet Dharmayug.

## Utmärkelser
- Padma Shri, en utmärkelse av Indiens regering 1972
- Rajendra Prasad Shikhar Samman
- Bharat Bharati Samman
- Maharashtra Gaurav, 1994
- Kaudiya Nyas
- Vyasa Samman
- 1984, Valley turmeric best journalism awards
- 1988, best playwright Maharana Mewar Foundation Award
- 1989, the Sangeet Natak Akademi, Delhi